# Незалежна Держава Хорватія
Незалежна Держава Хорватія (хорв. Nezavisna Država Hrvatska, NDH) — маріонеткова держава країн Осі. Заснована 10 квітня 1941 року після того, як Королівство Югославію окупували війська країн Осі. Незалежна Держава Хорватія де-юре була монархією і італійським протекторатом під владою короля італійського походження Томіслава II, а де-факто владу в країні мав рух Усташів. Країна географічно складалася з територій сучасної Хорватії, Боснії і Герцеговини та частини сучасної Сербії. Межувала з нацистською Німеччиною на північному заході, Угорським королівством на північному сході, військовою адміністрацією Сербії (об'єднаний німецько-сербський уряд) на сході, Чорногорією (італійський протекторат) на південному сході, Італією уздовж своєї берегової області та на півночі з італійською Провінцією Любляна.
За декількома винятками, Незалежну Державу Хорватію визнали лише країни Осі та країни під їхньою окупацією. Держава мала свої власні посольства в декількох країнах Європи, зокрема в Третьому Рейху, Італії, Словаччині, Угорщині, Румунії, Болгарії, Фінляндії, Іспанії і Японії. Італія, Швеція, Швейцарія, Данія, Португалія, Аргентина і Франція мали власні консульства в Загребі.
НДХ зберегла придворну систему Королівства Югославії, лише відновивши назви в їхніх початкових формах. Судова влада Незалежної Держави Хорватії складалася зі 172-х місцевих судів, 19-ти окружних судів, адміністративного суду, Верховного Суду і апеляційного суду в Загребі і в Сараєво.
Валютою НДХ була хорватська куна. Югославську залізницю поділили на Хорватську державну залізницю в Хорватії і Сербську державну залізницю в Сербії.

## Уряд
Фактичним керівником Незалежної Держави Хорватія був Анте Павелич, який отримав свій титул Поглавник (керманич) від руху Усташів. Він був відомий за цим титулом протягом війни, попри його поточну посаду. З 1941—1943, поки країна була де-юре монархією, він був прем'єр-міністром. Вплив номінального голови держави — короля — був подібний до Італії в той час, коли посаду прем'єр-міністра займав Беніто Муссоліні. Проте після капітуляції Італії він став керувати державою як «поглавник» держави замість Томіслава II. Анте Павелич також займав посаду прем'єр-міністра до початку 1944 року, коли призначив Ніколу Мандича замість себе.
Найвпливовішими силами були Хорватська селянська партія (HSS) і Католицька церква. Всі, хто опонував і/або загрожував усташам, були оголошені поза законом. Хорватську селянську партію заборонили 11 червня 1941 року, а її голову Владка Мачека запроторили в концтабір Ясеноваць.

### Хорватський державний парламент
Хорватський державний парламент скликали в 1942 році, але збори відбувалися лише 10 разів. 24 січня 1942 року він оголосив Офіційний декрет про Хорватський державний парламент. Цей закон установив п'ять критеріїв для отримання запрошення від уряду усташів: живі хорватські представники до Хорватського парламенту 1918 року, живі хорватські представники до Югославського парламенту, члени Хорватської партії права від 1919 року, певні посадові особи Верховної ланки усташів і два члени німецької національної асамблеї. 204 особи були оголошені парламентарями, на парламентському скликанні була присутня 141 особа. З 204 депутатів 93 були членами Хорватської селянської партії і 56 з них прибули на скликання.

## Географія

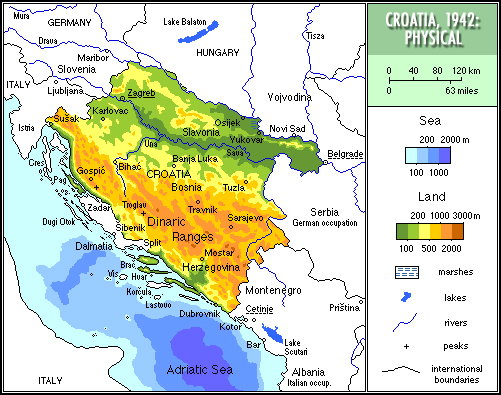
Хорватія (1941—1943)

При заснуванні НДХ точні кордони не були встановлені. Приблизно через місяць після утворення держави істотні шматки населеної хорватами території передали її союзникам по Осі, Королівству Угорщина і Королівству Італія.
- 13 травня 1941 уряд підписав угоду з Нацистською Німеччиною про демаркацію кордонів[12].
- 19 травня дипломати НДХ та Італії підписали Римські угоди. Велику частину хорватських земель анексувала Італія: Далмацію (у тому числі Спліт і Шибеник), майже всі Адріатичні острови (у тому числі Раб, Крк, Вис, Корчула, Млєт) і деякі інші маленькі області, як, наприклад, Которська затока, частини Хорватського Примор'я і область Горський Котар.
- 7 червня уряд НДХ оголосив закон, який демаркував його східний кордон із Сербією.[12]
- 27 жовтня НДХ і Італія досягли угоди про кордон Хорватії з Чорногорією.
- 8 вересня 1943 Італія капітулювала. Після цього НДХ офіційно заявила, що Римські угоди і Рапальський договір (з 1920, який надавав Істрію, Рієку, Задар Італії) не є дійсним[13]. Німецький міністр закордонних справ Ріббентроп офіційно оголосив, що передає НДХ територію, яка відійшла Італії за Римськими угодами[13]. Але більшість території була підконтрольна югославським партизанам. 11 вересня міністр закордонних справ НДХ Младен Лоркович прийняв ноту від німецького консула Зігфріда Каше зачекати з рішенням щодо Істрії. Проте Німеччина вже анексувала Істрію та Рієку і включила їх в Операційну Зону Адріатичного узбережжя[13]. Задар окупували виключно німці, місто вважали частиною маріонеткової Італійської Соціальної Республіки.

Меджимурська жупанія і південна частина Барані були анексовані Королівством Угорщина. Проте НДХ продовжувала відстоювати свої права, називаючи адміністративну провінцію з центром в Осієку великою жупою Бараня, незважаючи що цей регіон був розташований поза межами її контролю.

### Адміністративний поділ

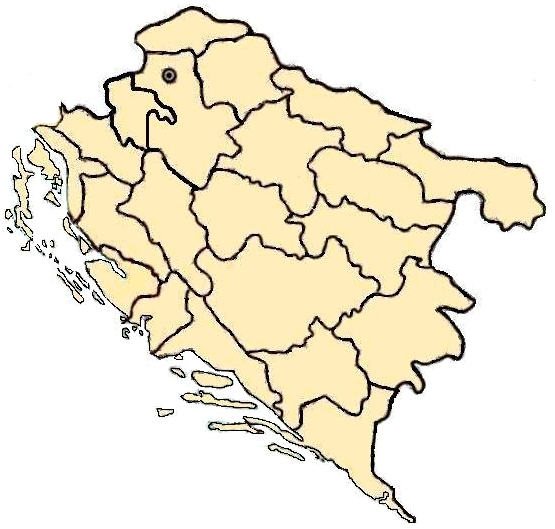
Поділ на Великі жупи НДХ після вересня 1943

НДХ мала три рівні поділу: великі жупи, котари (райони) і громади (муніципалітети). На час її заснування держава мала 22 великі жупи (Velike župe), 142 котари і 1006 муніципалітетів. Це перелік великих жуп:
| 1 | Бараня           |
| 2 | Білогора         |
| 3 | Брибір і Сидрага |
| 4 | Цетина           |
| 5 | Дубрава          |
| 6 | Гора             |
| 7 | Хум              |
| 8 | Крбава і Псат    |

| 9  | Лашва і Глаж   |
| 10 | Ліка і Гацькa  |
| 11 | Лівац і Заполє |
| 12 | Модруш         |
| 13 | Плива і Рама   |
| 14 | Підгір'я       |
| 15 | Покуп'я        |
| 16 | Посав'я        |

| 17 | Пригір'я     |
| 18 | Сана і Лука  |
| 19 | Усора і Солі |
| 20 | Врхбосна     |
| 21 | Вука         |
| 22 | Загір'я      |